# Cénesthésie
Ne doit pas être confondu avec Synesthésie.
La cénesthésie, ou cœnesthésie, est un sentiment vague que nous avons de notre être – voire notre corps – indépendamment du concours des sens comme la fatigue ou le bien-être ; ou un même sentiment que nous avons de notre existence grâce à la sensibilité organique vague et faiblement consciente à l’état normal, qui dérive de tous nos organes et tissus, y compris les organes des sens comme la faim et l’excitation sexuelle (Deny, Camus, Dupré),.

## Troubles et symptomatologie
La cénesthésie peut être troublée par des illusions maladives comme l'hypocondrie, ou bien au cours de la dépression ou par des hallucinations comme dans certains états de stress post-traumatique, de schizophrénie, etc. Dans les états de stress post-traumatique, on parle par exemple « d'hallucinations cénésthésiques » pour désigner le sentiment ou la sensation qu'ont certains patients ayant été victimes de maltraitances physiques plus jeunes de subir de nouveau une agression physique sur leur peau ou dans leur corps bien qu'étant parfaitement en sécurité au moment de la sensation.
Ces tableaux d’origine psychique sont parfois compliqués par la personnalité.
Les troubles cénesthésiques doivent être distingués de la dysesthésie qui est causée par des troubles physiques ou organiques plus simples.

## Histoire
Ces troubles ont été d’abord décrits par Deny et Camus en 1905. Ces auteurs ont dénommé ces troubles par le terme de cénestopathie. Ernest Dupré (1862-1921) et Paul Camus (1877-?) en 1907 parlent de cénestopathie en expliquant ces troubles de la sensibilité interne ou commune par analogie aux hallucinations sensorielles. Pierre Bonnier (1861-1918) a proposé le terme d’aschématie en 1905 pour la cénestopathie. En France les vitalistes ont contribué à la propagation du terme de cénesthésie. Dupré, dans ses conférences de Polyclinique psychiatrie de l'Infirmerie spéciale, puis, en août 1907, au congrès de Genève–Lausanne, avec Paul Camus,, propose de désigner sous le terme de cénestopathies certains troubles de la sensibilité. Dans les années 1910, d'autres cas semblables ont été publiés à la Société de Psychiatrie, par Blondel et P. Camus, par P. Camus, par Dupré avec Mme Long-Landry, Gaston Maillard reprenant, dans son rapport, la question des douleurs psychopathiques, distingue celui-ci en pithiatiqus, paranoïaques, hallucinatoires et cénestopathiques.
En France les vitalistes ont contribué à la propagation du terme de cénesthésie.